# Khiva
Khiva (tiếng Uzbek: Xiva / Хива; tiếng Ba Tư: خیوه / Khiveh; tiếng Nga: Хива; các tên lịch sử hoặc tên thay thế: Khorasam, Khoresm, Khwarezm, Khwarizm, Khwarazm, Chorezm, và tiếng Ba Tư: خوارزم) là một thành phố xấp xỉ 50.000 dân thuộc tỉnh Xorazm, Uzbekistan. Đây từng là cố đô của Khwarezm và Hãn quốc Khiva. Itchan Kala tại Khiva là địa điểm đầu tiên của Uzbekistan được đưa vào danh sách Di sản Thế giới (1991).

## Lịch sử

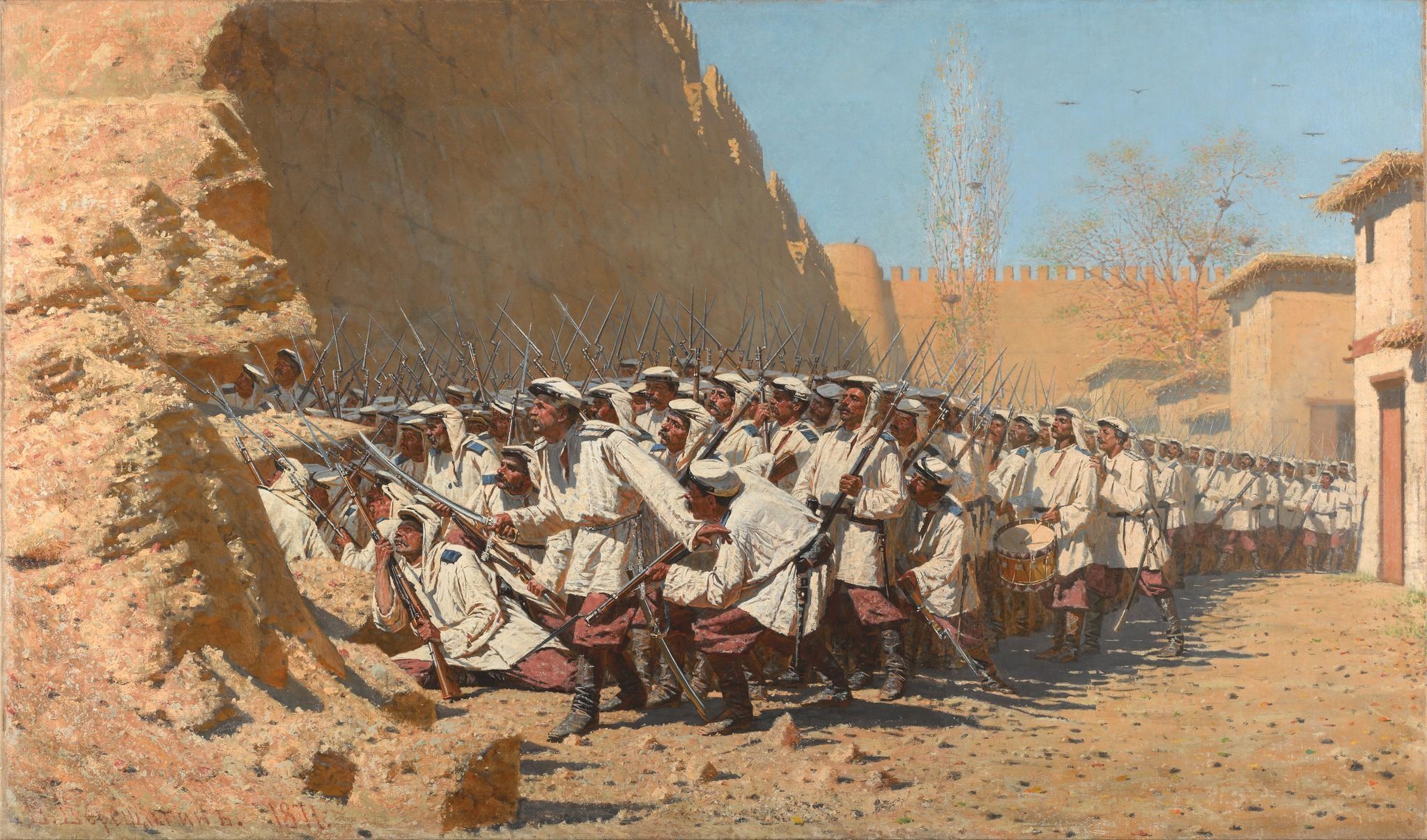
Họa sĩ Vasily Vereshchagin từng chứng kiến quân Nga chiếm được Khiva.

Thuở ban đầu, cư dân của khu vực này là người gốc Ba Tư và nói một thứ tiếng phía đông Ba Tư gọi là Khwarezmian. Sau đó tầng lớp cai trị người Ba Tư bị thay thế bởi người Turk vào thế kỷ thứ 10, vùng này dần dần trở thành khu vực của đa số người nói tiếng Turk.
Thành phố Khiva lần đầu tiên được những lữ khách Hồi giáo ghi chép lại vào thế kỷ thứ 10, mặc dù những nhà khảo cổ học đánh giá rằng thành phố đã tồn tại từ thế kỷ thứ 6. Đến đầu thế kỷ 17, Khiva đã trở thành kinh đô của Hãn quốc Khiva được cai trị bởi một nhánh của Hãn quốc Astrakhan, một vương triều của Thành Cát Tư Hãn.
Năm 1873, viên tướng Nga Konstantin von Kaufman đã phát động tấn công vào thành phố. Ngày 28 tháng 5 năm 1873 thành phố thất thủ. Tuy rằng Đế quốc Nga lúc này đã kiểm soát được Hãn quốc, nhưng trên danh nghĩa vẫn cho phép Khiva là một xứ bảo hộ gần như độc lập.
Sau khi những người Bolshevik giành được chính quyền sau cách mạng tháng Mười, Cộng hòa Xô viết Nhân dân Khorezm được thành lập trên lãnh thổ Hãn quốc Khiva trước đây và tồn tại trong thời gian ngắn trước khi sáp nhập vào Liên bang Xô viết năm 1924, thành phố Khiva trở thành một phần của Cộng hòa Xã hội chủ nghĩa Xô viết Uzbekistan.

## Địa lý
Khiva nằm trên bờ tây của sông Amu Darya, cách thủ đô Tashkent khoảng 997 km về phía tây.

### Khí hậu
Khiva có khí hậu sa mạc (phân loại khí hậu Köppen BWk) với lượng mưa rất thấp.
| Dữ liệu khí hậu của Khiva          | Dữ liệu khí hậu của Khiva | Dữ liệu khí hậu của Khiva | Dữ liệu khí hậu của Khiva | Dữ liệu khí hậu của Khiva | Dữ liệu khí hậu của Khiva | Dữ liệu khí hậu của Khiva | Dữ liệu khí hậu của Khiva | Dữ liệu khí hậu của Khiva | Dữ liệu khí hậu của Khiva | Dữ liệu khí hậu của Khiva | Dữ liệu khí hậu của Khiva | Dữ liệu khí hậu của Khiva | Dữ liệu khí hậu của Khiva |
| Tháng                              | 1                         | 2                         | 3                         | 4                         | 5                         | 6                         | 7                         | 8                         | 9                         | 10                        | 11                        | 12                        | Năm                       |
| ---------------------------------- | ------------------------- | ------------------------- | ------------------------- | ------------------------- | ------------------------- | ------------------------- | ------------------------- | ------------------------- | ------------------------- | ------------------------- | ------------------------- | ------------------------- | ------------------------- |
| Trung bình ngày tối đa °C          | 3.6                       | 6.8                       | 14.9                      | 22.4                      | 29.7                      | 34.6                      | 36.5                      | 34.7                      | 28.1                      | 19.6                      | 10.4                      | 4.6                       | 20.5                      |
| Trung bình ngày °C                 | −1.1                      | 1.3                       | 9                         | 16.5                      | 23.8                      | 28.7                      | 30.7                      | 28.5                      | 21.8                      | 13.6                      | 5.4                       | 0.1                       | 14.9                      |
| Tối thiểu trung bình ngày °C       | −5                        | −3.7                      | 2.7                       | 9.8                       | 16.8                      | 21.5                      | 23.8                      | 21.7                      | 15.3                      | 7.7                       | 0.9                       | −3.5                      | 9.0                       |
| Lượng Giáng thủy trung bình mm     | 11                        | 13                        | 18                        | 17                        | 12                        | 4                         | 1                         | 1                         | 1                         | 6                         | 10                        | 9                         | 103                       |
| Trung bình ngày tối đa °F          | 38.5                      | 44.2                      | 58.8                      | 72.3                      | 85.5                      | 94.3                      | 97.7                      | 94.5                      | 82.6                      | 67.3                      | 50.7                      | 40.3                      | 68.9                      |
| Trung bình ngày °F                 | 30.0                      | 34.3                      | 48                        | 61.7                      | 74.8                      | 83.7                      | 87.3                      | 83.3                      | 71.2                      | 56.5                      | 41.7                      | 32.2                      | 58.7                      |
| Trung bình ngày tối thiểu °F       | 23                        | 25.3                      | 36.9                      | 49.6                      | 62.2                      | 70.7                      | 74.8                      | 71.1                      | 59.5                      | 45.9                      | 33.6                      | 25.7                      | 48.2                      |
| Lượng Giáng thủy trung bình inches | 0.4                       | 0.5                       | 0.7                       | 0.7                       | 0.5                       | 0.2                       | 0.0                       | 0.0                       | 0.0                       | 0.2                       | 0.4                       | 0.4                       | 4                         |
| Số ngày mưa trung bình             | 2                         | 2                         | 3                         | 3                         | 2                         | 1                         | 0                         | 0                         | 0                         | 1                         | 2                         | 2                         | 18                        |
| Độ ẩm tương đối trung bình (%)     | 68                        | 62                        | 50                        | 40                        | 32                        | 26                        | 26                        | 28                        | 34                        | 46                        | 63                        | 67                        | 45                        |
| Nguồn: Climate-data.org            |                           |                           |                           |                           |                           |                           |                           |                           |                           |                           |                           |                           |                           |

## Thành phố kết nghĩa
- Nishapur, Iran[4]
- Yazd, Iran (2020)
- San Lorenzo de El Escorial, Tây Ban Nha (2019)[5]